# Antípaxos
Antípaxos (en grec moderne : Αντίπαξος), deux kilomètres au sud de l'île de Paxós (il faut quinze minutes en navette pour aller sur l'île), est une petite île de la mer Ionienne d'une superficie de 5 km2. Il y a un port, Agrapidiá, avec son embarcadère vers Paxós. En 2021 elle abrite 21 habitants (20 habitants en 2011). Quelques agriculteurs y viennent pour entretenir des champs de vignes ; ces agriculteurs sont pour la plupart originaires de Paxós et font l'aller-retour entre les deux îles pour maintenir leurs exploitations. Des oliviers sont aussi entretenus sur la petite île pour l'huile. Les vins produits à Antípaxos peuvent être achetés dans les commerces locaux de l'île de Paxós.
Le tourisme a largement contribué à la connaissance de l'île, encore vierge, si ce ne sont quelques établissements saisonniers installés sur les plages, principales attractions de l'île avec ses somptueuses grottes. Ces dernières bordent une grande partie de l'île, au nord comme au sud.
Les principales plages sont Voutoúmi et Vríka, au nord. Celles du sud sont bien souvent trop petites et encaissées pour la plupart des touristes.